# 아드리안 미에르제예프스키
아드리안 미에르제예프스키(Adrian Mierzejewski, 1986년 11월 4일 ~ )는 폴란드의 은퇴한 축구 선수로, 현역 시절 미드필더로 활약했으며 폴란드 축구 국가대표팀 일원으로 UEFA 유로 2012에 참가했다.